# Let Iran Air 655
Let Iran Air 655 je pravidelný let íránských státních aerolinek spojující Teherán s Dubají. 3. července 1988 byl Airbus A300 (registrace EP-IBU), který jej obsluhoval, sestřelen v íránském vzdušném prostoru nad Perským zálivem americkým křižníkem USS Vincennes, který si jej spletl s vojenským letounem chystajícím se k útoku na něj. Všichni na palubě letadla (274 cestujících a 16 členů posádky) zahynuli.
Incident se odehrál více než 13 měsíců po leteckém úderu letectva Iráku na USS Stark dvěma raketami Exocet, při čemž zahynulo 37 Američanů a 21 jich bylo zraněno. Americká plavidla tak byla v dané oblasti ve vysoké bojové pohotovosti.
Zpočátku Spojené státy svou vinu popíraly, uváděly různé verze událostí a obviňovaly íránského pilota.
Aby se Spojené státy vyhnuly rozsudku Mezinárodní soudního dvora v Haagu, kam případ předal Írán, v roce 1996 prohlásily sestřelení íránského letadla za omyl, vyjádřily lítost nad zmařenými životy a vyplatily rodinám pasažérů kompenzace, ale Íránu se za sestřelení nikdy oficiálně neomluvily, přestože jejich křižník při akci neoprávněně narušil íránské výsostné vody i vzdušný prostor. Íránské aerolinky se rozhodly, že let nezruší ani nepřejmenují, ale budou jej i nadále provozovat pod původním jménem na památku obětí.
Loď vyslala průzkumný vrtulník k íránským hlídkovým člunům, které zahájily na vrtulník palbu, proto loď začala čluny pronásledovat a narušila íránské vody. Skutečnost, že americká loď narušila íránské výsostné vody, byla ve zprávě americké vyšetřovací komise zatajena a byla až později vypátrána investigativním novinářem.
Americká vyšetřovací komise došla k závěru, že k „sestřelení letadla Íránských aerolinií nedošlo v důsledku zanedbání ze strany amerického námořnictva.“ Kapitán podle komise „jednal vzhledem k dostupným informacím a časovému rámci obezřetně.“ Vyšetřovací komise dále uvedla, že Írán musí nést zodpovědnost za „rizika vyplývající z provozování osobní letecké dopravy v těsné blízkosti válečného konfliktu.“
Za sestřelení civilního letadla nebyl nikdo potrestán, naopak všichni členové posádky USS Vincennes byli vyznamenáni stuhou za bojové nasazení. Kapitán lodě byl vyznamenán Řádem záslužné legie (Legion of Merit), který je jedním z nejvyšších amerických vojenských vyznamenání. Koordinátor leteckého boje („air-warfare coordinator“) byl v roce 1990 vyznamenán „Navy Commendation Medal“.